# アブル・マアーリー・ジュワイニー
アブル・マアーリー・ジュワイニー（أبو المعالي الجويني, Abū al-Maʿālī al-Juwaynī 1028年 -  1085年）は、11世紀のホラーサーン出身のアシュアリー派のスンナ派神学者（ムタカッリム）。シャーフィイー法学派に属す。法学や神学に関する文脈で「ジュワイニー」といえば、ほとんどの場合、この人である。イマーム・ハラマインとも呼ばれる。

## 名前
ジュワイニーのクンヤはアブル・マアーリー、イスムとナサブはアブドゥルマリク・イブン・アブドゥッラー・イブン・ユースフ・イブン・ムハンマド・イブン・アブドゥッラー・イブン・ハイワ・アル＝ジュワイニー（أبو المعالي عبد الملك بن عبد الله بن يوسف بن محمد بن عبد الله بن حيوة الجويني）という。
また、ディヤーウッディーンのラカブ（尊号）がある。また、イマーム・ハラマイン（イマームル・ハラマイン、イマーム・アル＝ハラマイン、イマーム・アルハラマイン、エマーメ・ハラメイン）、シャイフル・イスラームの称号がある。特に「二聖都の先生」を意味するイマーム・ハラマインの名で知られる。

## 生涯
ジュワイニーはヒジュラ暦419年ムハッラム月12日、すなわち西暦1028年2月17-22日ごろ（換算する暦や閏日等の関係でずれる）に、ナイサーブール（ニーシャープール）近郊のジュワイン（ジョヴェイン）村（現在のイラン・イスラム共和国ラザヴィー・ホラーサーン州ジョヴェイン郡ボシュタネガーン（Boštanekān）あたり）に生まれた。ジュワイニーの父、アブー・ムハンマド・アブドゥッラー・ブン・ユースフ・ジュワイニー（Abu Muhammad 'Abdallah b. Yusef al-Juwayni）は、シャーフィイー派のマズハブにおいてはよく知られた法学者であった。アブドゥッラーの兄（すなわちジュワイニーの伯父）、アブル・ハサン・アリー・ジュワイニー（Abu'l-Hasan 'Ali al-Juwayni）もハディースを教えるスーフィーであった。
ジュワイニーはナイサーブールで育った。育った界隈は経済的に栄え、知的な雰囲気であったので、ジュワイニーは知らず知らずのうちに学者になった。学びのために遠方へ行く必要もなかった。当時、シャーフィイー法学派はアシュアリー神学派と非常に密接な関係を有していたので、ジュワイニーは父を亡くした後、数年間、アシュアリー派の神学を学んだ。しかしながら、当該神学派の教義に関する論争に費やした時間は無駄だったと、後年、自身の死の間際に後悔している。父を継いで法学を教えはじめたときのジュワイニーの年齢は19歳だった。
当時、トルコ系のセルジューク族がイラン東部に急速に浸透しており、トゥグリル・ベグがセルジューク族のスルターンになった。また当時、アシュアリー神学派は教義に関してハナフィー法学派の法学理論と相容れないものがあり、両者は敵対していた。ムウタズィラ神学派かつハナフィー法学派の信奉者であったトゥグリル・ベグは、ナイサーブールのワズィールに任命されるとジュワイニーにアシュアリー神学派の観点に立った教説を唱えることを禁じた。。
ジュワイニーはマッカとマディーナへ旅立ち、ヒジャーズ地方で諸学を教え、また教えられしながら4年間を過ごした。この間、ジュワイニーは手厚いもてなしを受けたが、それというのも、ジュワイニーの父がウラマー知識人層の間で高名であり、なおかつジュワイニー自身が追放されたためであった。。ジュワイニーは多くの弟子を持つに至ったところ、ナイサーブールでシャーフィイー法学派のマドラサを設立したフワージャ・ニザームル・ムルクにより、アシュアリー神学派の教理経論を教える先達として、同マドラサに招聘された。このマドラサは「ニザーミーヤ学院」とも呼ばれ、ジュワイニーは1085年に亡くなるまで約26年間にわたりここで教えた。ジュワイニーは生涯をムスリムによる統治の理論を研究し、書に著すことに捧げたが、そうした論文のほとんどがこのニザーミーヤ学院で教えていた頃に書かれたものと考えられている。
ジュワイニーの著作は大きな影響力を持ったが、直接教えた人物としてはアブー・ハーミド・ガザーリーがいる。ガザーリーのスーフィズムに関する説にはジュワイニーの影響が色濃い。

## 思想
ジュワイニーはスンナ派法学者でありムタカッリムであった。ムタカッリムとは、信条に関する事柄を中心に、自身の宗教・宗派に関わる諸事に答弁し崩壊からそれらを守ることを追究する学者である。ジュワイニーは頑固ものと言われ、理屈を重視した。どんな場合も理屈をないがしろにしてはならないと考えた。むしろ、聖典の文言には行動規範の議論において、どのような結論をも導き出せる余地があるというのが持論だった。ジュワイニーはクルアーンとハディースといった聖典に精通していただけでなく、シャーフィイー派の法学理論もアシュアリー派の神学理論も教えることができた

## 著作
ジュワイニーの主要著作は、『信条の決定解への導きの書』（Kitab Al-Irshad Ila Qawati' Al-Adilla Fi Usul al-I'tiqad, アラビア語: کتاب الارشاد علی قواطع الادله فی اصول الاعتقاد）である。この書は、何が解き明かされていて、何がどのように解き明かされる可能性があるのかという点を明快にすることを意図して執筆され、彼の思想がわかりやすく示されている。ジュワイニーは神（アッラー）に心を向け、神が唯一全能の造物主であるという基本信条に忠実であろうとした。ジュワイニーは、人々はよく移ろいやすい物事に心を奪われてしまうが、どんなときも、この移ろいやすい物事への没入を中断しうる神の権能に思いを致すべきなのだ、と説く。
その他に、ジュワイニーは法学理論にも同じくらい注力し、例えば「規範の廃棄」（naskh）といった難しい問題について議論した。
フィクフ、ウスールル・フィクフ、イルムル・カラームに関しては、次の著作がある。
- Ghiyath al-Umam
- Mughith al-Khalq
- Nihaya al-Matlab fi Diraya al-Madhhab ("The End of the Quest in the Knowledge of the [Shafi'i] School"), his magnum opus, which Ibn 'Asakir said had no precedent in Islam
- Mukhtasar al-Nihaya.
- al-Burhan
- al-Talkhis
- al-Waraqat
- al-Shamil
- Kitab Al-Irshad Ila Qawati' Al-Adilla Fi Usul al-I'tiqad, shortly known as Al-Irshad
- al-'Aqida al-Nizamiyya

なお、『ファラーイド・スィムタイン』という聖裔家の伝承集がよく、アブル・マアーリー・ジュワイニーの著作であると勘違いされるが、14世紀のスンナ派ウラマー、イブラーヒーム・ブン・ムハンマド・ブン・ヒマーワイ・ジュワイニー（Ibrahim bin Muhammad bin Himaway al Juwayni, d. 1322 AD/722 A.H.）の著作である。